# Concerto grosso no 1 de Schnittke
Pour les articles homonymes, voir Concerto grosso (homonymie).
Le Concerto Grosso no 1 est le premier des six concerti grossi du compositeur russe Alfred Schnittke, écrit en 1977 à l'âge de 44 ans. Il est écrit pour deux violons, clavecin, piano préparé et 21 cordes. Il a été créé le 21 mars 1977 par Gidon Kremer et Tatjana Grindenko aux violons, Yuri Smirnov au clavecin et l'Orchestre de chambre de Leningrad dirigés par Eri Klas. C'est une des œuvres les plus représentatives du polystylisme de Schnittke, qui l'a définie comme un jeu entre trois univers, le Baroque, le Moderne et le banal, fusionnant leurs techniques et esthétiques dans une  structure cohérente.

## Structure
Le Concerto Grosso dure environ 28 minutes, et comprend six mouvements :
1. Preludio (Andante)
2. Toccata (Allegro)
3. Recitativo (Lento)
4. Cadenza
5. Rondo (Agitato)
6. Postlude (Andante)

En 1988, Schnittke a arrangé l'œuvre pour flûte et hautbois à la place des violons solistes.

## Discographie
| Solistes (violon)                   | Soliste (claviers) | Ensemble                                   | Chef                   | Label               | date d'enregistrement |
| ----------------------------------- | ------------------ | ------------------------------------------ | ---------------------- | ------------------- | --------------------- |
| Tatjana Grindenko, Gidon Kremer     | Yuri Smirnov       | Orchestre symphonique de Londres           | Guennadi Rojdestvenski | Melodiya            | 1982                  |
| Liana Issakadze, Oleh Krysa         | Natalia Mandenova  | Georgian Chamber Orchestra                 | Saulius Sondeckis      | Melodiya            | 1984                  |
| Tatjana Grindenko, Gidon Kremer     | Yuri Smirnov       | Orchestre philharmonique de Moscou         | Iouri Bachmet          | Melodiya            | 1990                  |
| Tatjana Grindenko, Gidon Kremer     | Yuri Smirnov       | Orchestre de chambre d'Europe              | Heinrich Schiff        | Deutsche Grammophon | 1991                  |
| Christian Bergqvist, Patrik Swedrup | Roland Pöntinen    | New Stockholm Chamber Orchestra            | Lev Markiv             | BIS                 | 1993                  |
| Eleonora Turovsky, Natalya Turovsky | Catherine Perrin   | I Musici de Montréal                       | Yuli Turovsky          | Chandos             | 1998                  |
| Marco Serino, Ludovico Tranna       |                    | Ensemble Il Terzo Suono                    | Flavio Emilio Scogno   | Dynamic             | 2000                  |
| Victor Kuleshov, Ilya Yoff          | Julia Lev          | St. Petersburg Mozarteum Chamber Orchestra | Arcady Shteinlukht     | Manchester CG       | 2004                  |